# Darna luticrista
Darna luticrista är en fjärilsart som beskrevs av Willie Horace Thomas Tams. Darna luticrista ingår i släktet Darna och familjen snigelspinnare. Inga underarter finns listade i Catalogue of Life.